# Zastów (Warszawa)
Zastów – część dzielnicy Wawer w Warszawie. Wchodzi w skład obszaru MSI Zerzeń.

## Historia
Wieś i folwark Zastów należały w latach 1867–1939 do gminy Wawer w powiecie warszawskim. W 1921 roku wieś Zastów liczyła 454 mieszkańców, a folwark Zastów 30 mieszkańców. 
20 października 1933 utworzono gromadę Zastów w granicach gminy Wawer, składającą się ze wsi Zastów, kolonii Zastów i folwarku Sadul.
9 grudnia 1933 gromadę Zastów przeniesiono do gminy Zagóźdź w tymże powiecie.
1 kwietnia 1939 w związku ze zniesieniem gminy Zagóźdź, gromadę Zastów włączono z powrotem do gminy Wawer w tymże powiecie.
Podczas II wojny światowej w Generalnym Gubernatorstwie, w dystrykcie warszawskim. W 1943 gromada Zastów (w gminie Wawer) liczyła 610 mieszkańców.
15 maja 1951 w związku ze zniesieniem gminy Wawer, gromadę Zastów włączono do Warszawy.